# カンディド・ラミレス
カンディド・サウル・ラミレス・モンテス（Cándido Saul Ramírez Montes, 1993年6月5日 - ）は、メキシコ・レオン出身のサッカー選手。ポジションはMF。FCフアレス所属。

## 経歴
メキシコのサントス・ラグナのユースチームでキャリアをスタートさせ、2011年1月21日、ハグアレス・デ・チアパス戦でプロデビューを果たした。2013年にUNAMにレンタル移籍。
2014年、CFモンテレイに完全移籍し、2016年、CFアトラスにレンタル移籍した。

## 代表歴
メキシコ代表として2012年にトゥーロン国際大会に出場し2ゴールを記録し、優勝に貢献した。

## タイトル

### クラブ
サントス・ラグナ
- プリメーラ・ディビシオン : クラウスーラ2012

### 代表
メキシコ代表
- トゥーロン国際大会 : 2012